# Kanton Segonzac
Kanton Segonzac (fr. Canton de Segonzac) je francouzský kanton v departementu Charente v regionu Poitou-Charentes. Skládá se ze 16 obcí.

## Obce kantonu
- Ambleville
- Angeac-Champagne
- Bourg-Charente
- Criteuil-la-Magdeleine
- Gensac-la-Pallue
- Genté
- Gondeville
- Juillac-le-Coq
- Lignières-Sonneville
- Mainxe
- Saint-Fort-sur-le-Né
- Saint-Même-les-Carrières
- Saint-Preuil
- Salles-d'Angles
- Segonzac
- Verrières